# Halticoptera lorata
Halticoptera lorata är en stekelart som beskrevs av Huang 1991. Halticoptera lorata ingår i släktet Halticoptera och familjen puppglanssteklar. Inga underarter finns listade i Catalogue of Life.